# شواکینو
شواکینو (به لاتین: Shvakino) یک منطقهٔ مسکونی در روسیه است که در استان آرخانگلسک واقع شده‌است.